# Loreto-di-Tallano
Loreto-di-Tallano es una comuna francesa del departamento de Córcega del Sur, en la colectividad territorial de Córcega.

## Demografía
| 95 | 101 | 94 | 70 | 57 | 35 | 45 | 52 |
| Para los censos de 1962 a 1999 la población legal corresponde a la población sin duplicidades (Fuente: INSEE [Consultar]) |     |    |    |    |    |    |    |